# Celosia bakeri
Celosia bakeri är en amarantväxtart som beskrevs av C. C. Towns. Celosia bakeri ingår i släktet celosior, och familjen amarantväxter. Inga underarter finns listade i Catalogue of Life.